# Turbopuhalo
Turbopuhalo ili turbopunjač (engl. turbocharger) je centrifugalni kompresor, koji se nalazi na istom vratilu s turbinom, koju pogone ispušni plinovi motora. Glavna svrha turbopuhala je povećanje snage motora i ugrađuje se u motore s prednabijanjem snage, jer im ugradnja dodatnih malenih rotora omogućava ogromno povećanje snage, bez značajnih zahvata na pojedinim dijelovima. Iako je povećanje snage bio glavna svrha za turbopuhala, danas se sve više koristi zbog uštede energije i smanjenje emisije štetnih plinova, ali i protočnosti.
Turbopuhala imaju široku primjenu. Ugrađuju se u dizelske i u benzinske motore s unutarnjim izgaranjem, automobila, vlakova, zrakoplova, plovila. Ugrađuju se u dvotaktne i četverotaktne motore. Mogu naći primjenu i u motorima s vanjskim izgaranjem, kao što su gorive ćelije.

## Povijest
Turbopuhalo je izumio švicarski inženjer Alfred Büchi, čiji patent se počeo koristiti 1905. Dizelski motori na brodovima i lokomotivama s turbopuhalom su se počeli koristiti 1920-tih. U Prvom svjetskom ratu počela su se turbopuhala koristiti u zrakoplovima, da bi riješili problem smanjenja atmosferskog tlaka na većim visinama, a time i slabijeg izgaranja.

## Motori s prednabijanjem snage
Pod prednabijanjem se podrazumijeva kompresija ili tlačenje ukupnog ili dijela svježeg zraka, prije nego što se usiše u cilindar motora, sa svrhom povećanja snage motora. Prednabijanje se može izvesti na različite načine:
- primjenom valnih pojava,
- mehaničko prednabijanje,
- prednabijanje turbopuhalom.

### Prednabijanje primjenom valnih pojava
Prednabijanje primjenom valnih pojava se vrši korištenjem rezonantnih pojava u usisnoj cijevi, uz odgovarajuće podešavanje dužine usisne cijevi i usisnog ventila. Na taj način se može postići efekt povećanja tlaka do 30 %. Ovo se prednabijanje koristi samo kod brzohodnih automobilskih motora. Tlakovi koji se postižu takvim prednabijanjem dostižu do 2 bara.

### Mehaničko prednabijanje
Kod mehaničkog prednabijanja koristi se superpunjač, kojemu dovodimo energiju s koljenastog vratila, ili se koristi stapni superpunjač vezan na koljeno koljenastog vratila. Prednabijanjem povećavamo snagu motora, ali istovremeno smanjujemo i snagu motora, za snagu koju oduzimamo za pogon superpunjača. Stupanj djelovanja motora se ne povećava, već postoji opasnost malog smanjenja. Mehaničko prednabijanje se koristi u vrlo rijetkim prilikama.

### Prednabijanje turbopuhalom
Kod prednabijanja turbopuhalom za prednabijanje koristimo energiju ispušnih plinova, koja je ionako izgubljena za sam motor. Ispušni plinovi pokreću turbinu s kojom je zajedničkim vratilom spojeno radijalno turbopuhalo, koje vrši kompresiju zraka. Na taj način se povećava i snaga motora i stupanj djelovanja. Prednabijanje turbopuhalom se može izvesti na dva načina:
- impulsno prednabijanje
- prednabijanje konstantnim tlakom.

#### Impulsno prednabijanje
Polazeći od idealnog procesa motora, u idealnom slučaju se ukupni izentropski rad (entropija plina je gotovo konstantna) pretvara u kinetičku energiju plinova. Ta se kinetička energija dovodi turbini i iskorištava za njen pogon. U stvarnosti u ispušnoj cijevi dolazi do nakupljanja mase ispušnih plinova, što se manifestira kao impuls tlaka i impuls brzine. Turbini se na taj način dovode impulsi kinetičke energije. Pri tome dolazi do visokih vršnih vrijednosti tlaka, koje premašuju tlak zraka za prednabijanje, tako da je moguće prednabijanje i kod malih stupnjeva djelovanja turbopuhala. Kako bi nakupljanje ispušnih plinova bilo što izrazitije, potrebno je da volumen ispušne cijevi koja spaja cilindar s turbinom bude čim manji. Moguće je spojiti do tri, rijetko do četiri cilindra na istu ispušnu cijev, pri čemu treba paziti na razmak paljenja spojenih cilindara, kako impuls tlaka pri ispuhu iz jednog cilindra nebi prouzročio prestrujavanje ispušnih plinova u drugi cilindar s još otvorenim ispušnim ventilom. Kod više cilindara, cijevi za svaku grupu cilindara dovode se do turbine, koja se izvodi s parcijalnim privodom, ili se pred turbinu postavlja konverter impulsa s ejektorskim djelovanjem.

#### Prednabijanje konstantnim tlakom
Kod prednabijanja konstantnim tlakom ispušni plinovi se skupljaju u ispušni kolektor velikog obujma, tako da ne dolazi do izražaja nakupljanje ispušnih plinova (u vidu povećanja tlaka) pri ispuhu jednog cilindra. Kolektor se kontinuirano prazni kroz turbinu. Kako je tlak u kolektoru približno konstantan, strujanje na turbini je ujednačeno. Ispušni plinovi se u ispušnom kolektoru umiruju pri tlaku pA, tako da je turbina nastrujana konstantnim tlakom. Pri širenju plinova u ispušnom kolektoru dolazi do pretvorbe kinetičke energije u potencijalnu, uz vrtložno gibanje i trenje, tako da se ova pretvorba odvija uz gubitke (povećanje temperature plinova). Povećanjem tlaka prednabijanja utjecaj gubitaka je manji, tako da dolaze do izražaja prednosti prednabijanja konstantnim tlakom. Pri naglim promjenama opterećenja porast tlaka u ispušnom kolektoru je spor, tako da cijeli sustav reagira tromo i ovaj način prednabijanja nije pogodan za motore kod kojih se traži brzo prihvaćanje promjena opterećenja. Ovaj se način prednabijanja koristi prvenstveno kod motora koji duže vrijeme rade pri konstantnom opterećenju, kao što je slučaj kod brodskih motora pri plovidbi otvorenim morem.

### Turbopuhalo ili superpunjač?

#### Sličnosti
Turbopuhala i superpunjači su slični po namjeni. Oba imaju zadatak da stlače zrak na tlak veći od atmosferskog, tako da više zraka uđe u cilindre motora. Povećani tlak zraka u kombinaciji s prilagođenom količinom goriva rezultira povećanjem snage motora i obrtnog momenta. U svakom slučaju, ovde se završava svaka sličnost između ova dva tipa punjača.

#### Učinkovitost
Baš kao i klima uređaji u automobilu, svi superpunjači, uključujući centrifugalne, roots i vijčane tipove, zahtijevaju snagu motora da bi se pokretali. Ova dodatna potrošnja snage je uvijek prisutna, i može trošiti čak 20% snage koju proizvede motor. Rezultat je smanjenje ekonomičnosti u potrošnji goriva i manja konačna snaga. Turbopuhala se međutim pokreću na ispušne plinove i ne zahtijevaju snagu motora za pokretanje rotora. U normalnoj vožnji, turbopuhala neće koristiti više goriva i činjenica je da će se povećati pređena kilometraža s istom količinom goriva. Turbopuhalo će proizvesti više snage s 0,62 bara nego superpunjač s 0,83 bara.

#### Pouzdanost
I superpunjač i turbopuhalo zahtijevaju visoke okretaje kompresora (rotora), da bi sabili atmosferski zrak. Ovaj raspon se kreće od 30 000 do 65 000 okretaja u minuti, kod superpunjača, dok kod turbokompresora mogu biti i preko 200 000 okretaja u minuti. U cilju postizanja najvišeg broja okretaja motora, potrebno je sabiti zrak do potrebnog tlaka. Superpunjačima je potrebno da imaju prijenosni mehanizam (zupčanici, remeni, remenice ili kombinacija svega ovoga), sastavljen od brojnih pokretnih dijelova, kako bi pretvorili 6000 okreta motora u 40 000 okreta superpunjača. Turbopuhalima nije potreban prijenosni mehanizam i imaju samo jedan pokretni dio, kompresorsko-turbinski sklop (rotor). Jednostavnost turbokompresora je u tome da je manje okružen mehaničkim problemima. Superpunjači moraju imati remene da ih pokreću, a proklizavanje i pucanje tih remena je osnovni problem. Ozbiljniji problem obuhvataju oštećenja radilice, ležajeva i oštećenja motora prouzrokovana nategnutošću remena.

#### Održavanje
Neki superpunjači imaju odvojen sustav podmazivanja, koji mora biti posebno održavan,  dok se turbopuhala podmazuju uljem iz motora i ne zahtijevaju dodatno održavanje.

#### Nadogradnja
Superpunjači uglavnom nisu nadogradivi. Podešavanje razine tlaka kod superpunjača zahtijeva zamjenu remenica, zupčanika i remena, dok kod motora koji zahtijevaju veće kapacitete, mora biti zamijenjen kompletan usisni sustav. Turbopuhalo je obično nadogradivo jednostavnom nadogradnjom starog ili ugradnjom većeg turbopuhala bez zamjene usisnog sustava. Podešavanje razine tlaka na turbopuhala je puno ugodnije, u odnosu na superpunjače i moguće je s jednostavnim podešavanjem kontrolog uređaja, koju može izvršiti vozač.

#### Cijena
Turbopuhalo je jeftinije i bolje ulaganje u smislu odnosa snage motora prema cijeni.

## Način rada
Kako bi uopće došlo do zapaljenja smjese goriva i zraka u komori za izgaranje motora, potreban je određeni omjer zraka i goriva. Optimalni omjer naziva se stehiometrijski omjer i iznosi 14,7 :1. Dakle, za pravilno i potpuno izgaranje jednog kilograma goriva potrebno je 14,7 kilograma zraka. Pojednostavljeno govoreći, što više zraka dospije u komoru za izgaranje, potrebna je i veća količina goriva za pravilno izgaranje. Većim obostranim udjelima dolazi do snažnijih kontroliranih eksplozija unutar cilindara, te se oslobađa i veća snaga. 
Dakle, turbopuhalo je dodatak motora koji omogućava povećanje snage. Turbo puhalo se sastoji u biti od rotora i kompresora postavljenih na zajedničkoj osovini. Rotor je smješten na ispušnoj grani motora te se zakreće ispušnim plinovima motora, zakrećući istovremeno kompresor smješten na usisnoj grani motora. Kompresor uvlači i tlači usisani zrak pod tlakom većim od atmosferskog kako bi veća količina mogla stati u komoru za izgaranje. Brzine okretanja rotora i kompresora mogu dostići i do 300 000 okretaja u minuti, a tlakovi prednabijanja i preko 2,5 bara. Zato turbo motori moraju imati efikasno riješeno podmazivanje kompletnog sustava. 
Budući da se zrak tlačenjem zagrijava i širi, potrebno ga je ohladiti kako bi mu se smanjio obujam. Zato se iza kompresora u nizu ugrađuje međuhladnjak stlačenog zraka (engl. intercooler'), koji će zrak ohladiti i smanjiti mu obujam kako bi ga što veća količina ušla u komoru za izgaranje. U cilindru će dodatne količine zraka i goriva uzrokovati kontrolirane eksplozije i trenutni priliv ogromne snage motora.

## Podjela turbopuhala
Ovisno o dodatnoj snazi koja se želi dobiti, u motore se ugrađuju turbopuhala različite veličine rotora i kompresora s različitim tlakovima prednabijanja. Što je veći tlak prednabijanja, veća je i brzina vrtnje kompresora, te motor oslobađa i više snage. Također, što je veći promjer kompresora, bit će u konačnici i veća snaga motora. 
No, većina turbo motora pati od efekta znanog pod pojmom „turbo rupa“. Ako ste vozili neki od modernih turbo dizelaša, onda ste zasigurno primijetili kako pri vrlo niskim okretajima, tik iznad okretaja praznog hoda, motor nema dovoljno snage za pokretanje automobila već je na rubu gašenja. Zato je za uspješno kretanje potrebno okretaje malo podignuti. Budući da se rotor zakreće ispušnim plinovima motora, pri niskim okretajima količina nije dovoljna da bi se rotor dovoljno zakrenuo i omogućio odgovarajuću dodatnu snagu motora. Navedeno se kod skupljih automobila rješava na nekoliko načina. Ugradnjom:
- turbopuhala s rotorom manjeg promjera
- dva ili tri rotora (dvostruko turbopuhalo, trostruko turbopuhalo)
- kombinacija turbopuhala i superpunjača (mehanički kompresor)
- turbopuhalo promjenjive geometrije
- turbopuhalo s keramičkim krilcima rotora

### Turbopuhalo s rotorom manjeg promjera
Manjem rotoru turbopuhala potrebna je i manja količina ispušnih plinova, kako bi se dovoljno zakrenuo pri nižim količinama ispušnih plinova, odnosno nižim okretajima. No, mali rotor, čak i uz veliki tlak prednabijanja ne može stlačiti veliku količinu zraka.

### Turbopuhalo s dva ili tri rotora
Kod reprezentativnih modela ugrađuju se dva (dvostruko turbopuhalo) ili čak tri (trostruko turbopuhalo) turbopuhala u motoru. U prvom slučaju u pravilu jedan je rotor manjeg promjera, a drugi većeg. Na taj način kod niskih okretaja snagu opskrbljuje manji, kod srednjih oba, a kod većih okretaja veći. Tako možemo govoriti o kombiniranom serijskom i paralelnom principu rada turbopuhala. Tri turbopuhala omogućavaju izuzetno povećanje snage, ali također se moraju kombinirati po serijskom i paralelnom principu.

### Kombinacija turbopuhala i superpunjača
Kombinirano mogu raditi turbopuhalo i superpunjač (mehanički kompresor), pri čemu je superpunjač namijenjen nižim okretajima. 

### Turbopuhalo promjenjive geometrije
Turbopuhalo promjenjive geometrije ima zakretna krilca na kućištu rotora, kroz koja prolazi zrak do rotora. Naime, pri niskim okretajima krilca su otvorena vrlo malo kako bi mala količina ispušnih plinova prolaskom kroz krilca dobila veću brzinu te lakše zakrenula rotor. Pri višim okretajima krilca se otvaraju u potpunosti omogućavajući protok maksimalne količine ispušnih plinova.

### Turbopuhalo s keramičkim krilcima rotora
Najskuplji i najsloženiji automobili koriste turbopuhala s keramičkim krilicima rotora radi smanjenja inertnosti kod nižih okretaja i manje količine ispušnih plinova

## Glavni dijelovi turbopuhala

### Turboturbina
Turboturbina je turbinski dio ili ispušno kućište turbopuhala. To je vruć dio, obično izrađen od sivog lijeva, otpornog na temperaturu. Turbina je rotacijski generator koji izdvaja energiju iz protoka ispušnih plinova i pretvara je u koristan rad, a sastoji se od vratilo s lopaticama. Protok ispušnih plinova djeluje na lopatice tako da se okreću i daju energiju rotacije na rotor.

### Turbokompresor
Turbokompresor je hladni hladni dio turbopuhala (karakteristično srebrnkasto aluminijsko kućište i aluminijske lopatice). Kompresorska strana u stvari usisava atmosferski zrak, komprimira ga zbog brzog okretanja rotorskih lopatica (centrifugalna sila), te onda na izlazu kompresora zrak pod tlakom se prednabija u motor. 

### Međuhladnjak
Uloga međuhladnjaka stlačenog zraka je hlađenje zraka koji izlazi iz turbokompresora, tako da hladniji, gušći zrak koji izlazi iz međuhladnjaka omogućuje veću snagu motora s istim tlakom turbine, te manjom mogućnošću detonacije. 
Postoje dva osnovna tipa međuhladnjaka: zračno hlađeni, čiji učinak se kreće od 60 do 80%, i vodeno hlađeni (koristi vodu za hladenje koja cirkulira kroz njega), čiji učinak se kreće i preko 90%.

### Ventil za rasterećenje
Ventil za rasterećenje (engl. wastegate) kontrolira protok ispušnih plinova kroz turbinu. Budući da prevelika količina ispušnih plinova i velika vrtnja turborotora, mogu uzrokovati toplinska i mehanička oštećenja na rotoru i ostalim komponentama motora, ventil za rasterećenje, koji se ugrađuje na dovod ispušnih plinova, omogućava odvod dijela plinova kada se tlak prednabijanja približi elektronički određenoj vrijednosti, čime i vrtnja turbokompresora ostaje u granicama normale.  
Može biti unutarnji i vanjski. Unutarnji je ugrađen na 99% serijskih automobila, i obično je ugrađen u sklopu ispušnog kućišta turboturbine. Prednosti su mu jednostavnost, a nedostatak je da se može koristiti do maksimalno do 400 kW, kad protok ispušnih plinova jednostavno postaje prevelik za mali promjer unutarnjeg ventila za rasterećenje.
Vanjski ventila za rasterećenje je bolje i skuplje rješenje, a obavezan je iznad 400 kW snage motora. Omogućuje veći protok ispušnih plinova, te može ispustiti višak ispušnih plinova direktno u atmosferu ili s posebnom cijevi natrag u downpipe dovodnu cijev.

### Premosni ventil
Udar ili povratni val nastaje kad se naglo zatvori leptir na usisnoj grani, dok zrak pod tlakom ide kroz usis. Kad zrak dođe do zatvorenog leptira, vraća se natrag do turboturbine, koja se još rotira. Kako zrak negdje mora otići, pokušava se probiti kroz lopatice, koje se rotiraju te tada nastaje karakteristični zvuk trzanja, odnosno to se u biti čuju turbokompresorske lopatice kako “režu” zrak pod tlakom. Ta pojava se može riješiti s premosnim ventilom ( engl. compressor bypass valve, dump valve, blow off valve).
Udar ili povratni val može nastati i kad pokušavamo “progurati” preveliki tlak uz vrlo mali protok zraka kroz neki motor (česta pojava kod odabira prevelikog turbapuhala za premali motor. Da bi to izbjegli, kod odabira turboturbine moramo paziti da nam se radne točke nalaze uvijek desno dalje od udarne linije, a to je krivulja koja se uvijek nalazi skroz lijevo na kompresorskoj mapi, i predstavlja granicu kad se počinje javljati udar ili povratni val.